# Parafia Matki Bożej Zwycięskiej w Poznaniu
Parafia pw. Matki Bożej Zwycięskiej w Poznaniu – rzymskokatolicka  parafia  w dekanacie Poznań - Winogrady obejmująca terytorialnie osiedle Zwycięstwa.